# Kelly Rulon
Kelly Kristen Rulon (San Diego, 16 de agosto de 1984) é uma jogadora de polo aquático estadunidense, campeã olímpica e mundial.

## Carreira
Rulon disputou duas edições de Jogos Olímpicos pelos Estados Unidos: 2004 e 2012. Em sua primeira aparição, em Atenas, conquistou a medalha de bronze e oito anos depois, em Londres, obteve a medalha de ouro.